# Rustlers' Rhapsody
Rustlers' Rhapsody  este un film american western de comedie din 1985 regizat de Hugh Wilson. Rolurile principale au fost interpretate de actorii Tom Berenger, G.W. Baile și Marilu Henner.

## Distribuție
- Tom Berenger – Rex O'Herlihan
- G. W. Baile – Peter
- Marilu Henner – Miss Tracy
- Andy Griffith – Colonel Ticonderoga
- Fernando Rey – Railroad Colonel
- Sela Ward – Colonel's Daughter
- Brant Van Hoffman – Jim
- Christopher Malcolm – Jud
- Jim Carter – Blackie
- Paul Maxwell – Sheepherder #1
- Manuel Pereiro – Sheepherder #2
- Margarita Calahorra – Sheepherder's Wife
- Billy J. Mitchell – Town Doctor
- John Orchard – Town Sheriff
- Emilio Linder – Sheepherder in Saloon
- Alan Larson – Bartender
- Thomas Abbot – Saloon Owner
- Patrick Wayne – Bob Barber